# 1446
Évszázadok: 14. század – 15. század – 16. század
Évtizedek: 1390-es évek – 1400-as évek – 1410-es évek – 1420-as évek – 1430-as évek – 1440-es évek – 1450-es évek – 1460-as évek – 1470-es évek – 1480-as évek – 1490-es évek
Évek: 1441 – 1442 – 1443 – 1444 –  1445 – 1446 – 1447 – 1448 – 1449 – 1450 – 1451

## Események
- Hunyadi János hadjárata Cillei Ulrik ellen, Hunyadi leveri Cillei seregét, visszafoglalja Szentgyörgyöt, felégeti Varasdot és beveszi Kaproncát.
- június 5. – Hunyadi Jánost a pesti országgyűlés kormányzóvá választja.
- II. Mehmed a janicsárok támogatásával lemondatja II. Murád oszmán szultánt a trónról.
- Portugál hajósok elérik a mai Bissau-Guinea területét Afrikában.
- Hunyadi Târgoviște mellett leveri II. Vlad havasalföldi fejedelem  török seregét, majd III. Frigyes ellen támad és ostrom alá veszi Bécsújhely várát.
- október 9. – Koreában új írásrendszert és ábécét vezetnek be.

## Születések
- május 3. – Yorki Margit, később Merész Károly burgundi herceg felesége († 1503).
- Alexander Agricola flamand zeneszerző

## Halálozások
- április 15. – Filippo Brunelleschi, neves itáliai építész és szobrász (* 1377).